# Корнев, Юрий Павлович
Юрий Павлович Корнев (1948—2010) — российский сотрудник органов госбезопасности, начальник Управления президентской связи (1991—2003) и Службы специальной связи и информации ФСО России (2003—2010), член совета директоров ОАО «Связьинвест», генерал-полковник.

## Биография
Родился 10 марта 1948 г. Окончил Всесоюзный заочный электротехнический институт связи. С 1968 года служил в подразделениях правительственной связи КГБ СССР.
В конце 1991 или в начале 1992 года был назначен начальником Управления президентской связи — 1-м заместителем начальника Главного управления правительственной связи Федерального агентства правительственной связи и информации при Президенте Российской Федерации (ФАПСИ). В конце 1992 года Управление президентской связи было передано в состав Главного управления охраны Российской Федерации (ГУО), а Корнев сохранил должность начальника управления, став одновременно заместителем начальника ГУО. После преобразования в июне 1996 года ГУО в Федеральную службу охраны Российской Федерации (ФСО России) — заместитель руководителя ФСО России — начальник Управления президентской связи.
Во время ликвидации ФАПСИ (2003 г.) бо́льшая часть его аппарата была передана в ведение ФСО, где была образована Служба специальной связи и информации (Спецсвязь России), в эту же службу было включено и Управление президентской связи. 16 мая 2003 года исполнение обязанностей руководителя новой структуры было возложено на Корнева. Позже он был утверждён в должности первого заместителя директора ФСО России — начальника Службы специальной связи и информации. С 2005 года — заместитель директора ФСО России — руководитель Службы специальной связи и информации. Неоднократно исполнял обязанности директора ФСО во время отсутствия Е.А. Мурова.
Член совета директоров ОАО «Связьинвест» (2008—2009 и с июня 2010 г.)
Умер 21 сентября 2010 года.

## Награды
- орден «За военные заслуги»
- Заслуженный работник связи Российской Федерации

### Звания
- генерал-майор (12 июня 1992[2]), генерал-лейтенант (?), генерал-полковник (май 2004 г.[3])